# Rain (Warngau)
Rain ist ein Gemeindeteil von Warngau im oberbayerischen Landkreis Miesbach.

## Ortsbeschreibung
Die Einöde liegt auf der Gemarkung Wall an der Grenze zur Gemeinde Gmund am Tegernsee.

## Bevölkerungsentwicklung
Um 1871 lebten in Rain vier Einwohner. Die Bevölkerungszahl stieg bis 1925 auf 26 Einwohner. Im Mai 1987 gab es dort vier Einwohner in einem Wohngebäude.
| Jahr      | 1871 | 1925 | 1950 | 1970 | 1987 |
| Einwohner | 4    | 26   | 6    | 17   | 4    |